# Melrose Place (TV-serija)
Melrose Place (izvirno Melrose Place) je ameriška drama, ki jo je The CW predvajal med 8. septemberom 2009 in 13. aprilom 2010.
Serija sledi življenju stanovalcev stanovanjskega kompleksa Melrose Place, ki si tako kot njihovi predhodniki želijo predvsem uresničenja lastnih ciljev in želja, pri tem pa med seboj sklepajo prijateljstva in zavezništva. 

## Sezone
| Sezone   | Epizode | Prvič predvajano na The CW         | Prvič predvajano na TV3            |
| -------- | ------- | ---------------------------------- | ---------------------------------- |
| 1.sezona | 18      | 8. september 2009 - 13. april 2010 | 21. januar 2011 - 15. februar 2011 |

### Prva sezona
/

## Glavni igralci
- Katie Cassidy - Ella Simms
- Colin Egglesfield - August "Auggie" Kirkpatrick
- Stephanie Jacobsen - Lauren Yung
- Jessica Lucas - Riley Richmond
- Michael Rady - Jonah Miller
- Shaun Sipos - David Breck
- Ashlee Simpson-Wentz - Violet Foster

## Nagrade in priznanja
/